# Meseta Central de Chiapas
Meseta Central de Chiapas är en platå i Mexiko.   Den ligger i delstaten Chiapas, i den sydöstra delen av landet, 800 km öster om huvudstaden Mexico City.